# Nine Heavens
Albums de Niyaz
Niyaz
(2005) Sumud
(2012)
Nine Heavens est le deuxième album studio du groupe Niyaz, sorti le 24 juin 2008. Il s'agit d'un double album, le second disque proposant une version acoustique de huit des chansons du premier disque.
Les paroles de Beni Beni sont inspirées d'une chanson soufie turque datant du XVIIIe siècle ; celles de Ishq et de Tamana d'un ghazal du poète Khwaja Mir Dard ; celles d'Iman de deux poèmes de Salamat Ali Mirza Dabir et Maulana Altaf Hussain Hali, et enfin celles de Mol-e-Divan et Sadrang du poète Amir Khusrau qui, comme la chanteuse du groupe, était un Persan élevé en Inde.
Plusieurs chansons de l'album ont servi d'illustrations musicales dans la série télévisée True Blood.

## Liste des morceaux
| 1. | Beni Beni                | 4:29 |
| 2. | Tamana                   | 5:11 |
| 3. | Feraghi - Song of Exile  | 5:43 |
| 4. | Ishq - Love and the Veil | 6:24 |
| 5. | Allah Mazare             | 6:23 |
| 6. | Iman                     | 7:22 |
| 7. | Molk-E-Divan             | 5:34 |
| 8. | Molk-E-Divan             | 3:15 |
| 9. | Sadrang                  | 5:42 |

| 1. | Allah Mazare (Acoustic)             | 6:20 |
| 2. | Beni Beni (Acoustic)                | 4:42 |
| 3. | Sadrang (Acoustic)                  | 5:14 |
| 4. | Tamana (Acoustic)                   | 5:50 |
| 5. | Feraghi - Song of Exile (Acoustic)  | 5:42 |
| 6. | Hejran (Acoustic)                   | 3:13 |
| 7. | Ishq - Love and the Veil (Acoustic) | 5:42 |
| 8. | Molk-E-Divan (Acoustic)             | 4:30 |